# Виробнича система
Виробнича система - складна багаторівнева ієрархічна система, що перетворює вихідні напівфабрикати сировини або матеріалів у кінцевий продукт, що відповідає суспільному замовленню.

## Класифікація
Залежно від рівня технологічного розвитку, організації і методів зниження затрат виділяють три типи виробничих систем:

### М'яка донаукова виробнича система (військово-анархічна система)
Це фабричне і мануфактурне виробництво, що спирається на механізацію виробництва‚ передачу основних технічних функцій машині‚ прості вузькі спеціальності. Використовується система універсальних машин (неспеціалізовані верстати і устаткування).
Управління виробництвом носить конфліктний характер. У основі - нагляд над працівниками. Характерні: нестійкість стосунків, використання нееквівалентного обміну і зовнішніх ринків (створення гостроконфліктних ситуацій на підприємствах і у взаємовідношенні з партнерами).

### Жорстка наукова виробнича система (фордизм)
Це конвеєрне виробництво, що спирається на систему спеціалізованих машин та технологічний імператив.
Характерне масове, серійне виробництво на основі управління технікою, технологіями, товарно-матеріальними і виробничими запасами. 
Система виробничого і оперативного управління передбачає:
- виробниче планування (нормування матеріальних, трудових і фінансових ресурсів);
- маршрутизацію (розробка послідовності операцій і шляхів проходження продукції через виробниче устаткування);
- календарне планування (розробка графіку робіт і узгодження різних стадій і способів обробки продукції);
- диспетчеризацію (розподіл виробничих завдань і маршрутно-технологічних карт серед підрозділів фірми);
- контроль за якістю продукції;
- наукова організація праці (удосконалення виробничих прийомів і розподілу обов'язків між працівниками.

### М'яка наукова система,що базується на гнучких виробничих технологіях (тойотизм)
Сучасний тип постіндустріального економічного зростання, що з'явився як реакція на зростання гнучкості і мобільності виробництва.
Основний принцип - пошук оптимального поєднання людських цінностей, організаційного навчання і безперервної адаптації до змінних умов.
Гнучка виробнича система (комп'ютеризоване виробництво, здатне адаптуватися до різних варіантів одних і тих же операцій). 
Особливості організації процесу управління виробництвом в умовах м'яких виробничих систем:
- системне управління виробничим процесом;
- управління матеріальними запасами (використання комп'ютеризованої системи‚ що координує дані всіх підрозділів з метою забезпечення безперебійного виробничого процесу);
- планування виробничих ресурсів (на основі довгострокових генеральних планів складається прогноз ринкової кон'юнктури, план інженерно-конструкторських розробок, фінансові показники, планування зайнятості, і виробничий графік);
- цільове управління якістю продукції (системи гарантії якості, статистичний контроль за виробництвом і якістю продукції);
- управління людськими ресурсами (участь самих працівників в процесі організації виробничих процесів та складання графіка роботи).